# Diplo Presents Thomas Wesley, Chapter 1: Snake Oil
Chapter 1: Snake Oil é o segundo álbum de estúdio do DJ e músico norte-americano Diplo, divulgado sob seu apelido de Thomas Wesley. Foi lançado em 29 de maio de 2020 sob sua gravadora Mad Decent e Columbia Records.
O álbum conta com colaborações de Orville Peck, Noah Cyrus, Thomas Rhett e Young Thug.

## Recepção da critica
Capítulo 1: Snake Oil foi recebido com críticas geralmente mistas a desfavoráveis dos críticos. No Metacritic, que atribui uma classificação média ponderada de 100 a avaliações de publicações tradicionais, o lançamento recebeu uma pontuação média de 46, com base em 9 avaliações.

## Lista de faixas
Créditos adaptados do Tidal.
| Chapter 1: Snake Oil – lista de faixas |                                                                                     | |                                                                  |         |  |
| N.º                                    | Título                                                                              | Compositor(es) | Produtor(es)                                                     | Duração |  |
| 1.                                     | "Intro" (participação Orville Peck)                                                 | Thomas Pentz Orville Peck                                                                                            | Diplo Peck                                                       | 1:37    |  |
| 2.                                     | "So Long" (com Cam)                                                                 | Pentz Camaron Ochs Sasha Sloan Henry Agincourt Allen Tyler Johnson Diana Gordon Benjamin Mathis Michael Wilson Hardy | Diplo King Henry                                                 | 2:52    |  |
| 3.                                     | "Heartless" (participação Morgan Wallen)                                            | Pentz Morgan Wallen H. Allen Ryan Vojtesak Ernest Keith Smith Ryan Hurd                                              | Diplo King Henry Joey Moi Charlie Handsome                       | 2:49    |  |
| 4.                                     | "Lonely" (com Jonas Brothers)                                                       | Pentz Joseph Jonas Nicholas Jonas Kevin Jonas II Ryan Tedder Philip Meckseper H. Allen                               | Diplo Jr Blender King Henry Tedder                               | 2:19    |  |
| 5.                                     | "Dance with Me" (com Thomas Rhett and Young Thug)                                   | Pentz Thomas Rhett Jeffery Williams Zachary Alexander Brown Tedder Meckseper Zach Skelton Julian Bunetta             | Diplo Jr Blender Tedder King Henry Skelton Maximilian Jaeger [a] | 2:50    |  |
| 6.                                     | "Do Si Do" (com Blanco Brown)                                                       | Pentz Bennie Amey II Philip von Boch Scully H. Allen                                                                 | Diplo King Henry Maximilian Jaeger [a] Von Boch Scully [a]       | 2:18    |  |
| 7.                                     | "On Mine" (com Noah Cyrus)                                                          | Pentz Karen Marie Ørsted H. Allen Julia Michaels Jaeger                                                              | Diplo King Henry Peck Jaeger Tommy Brenneck [a]                  | 2:26    |  |
| 8.                                     | "Real Life Stuff" (participação Julia Michaels and Clever)                          | Pentz Julia Michaels Joshua Huie Amy Allen Matt Zara Von Boch Scully Jaeger                                          | Diplo Von Boch Scully Jaeger                                     | 3:13    |  |
| 9.                                     | "Hometown" (participação Zac Brown and Danielle Bradbery)                           | Pentz Sloan H. Allen Hardy Mathis                                                                                    | Diplo King Henry Great Dane [a] Jaeger [a]                       | 3:36    |  |
| 10.                                    | "Heartbreak" (com Ben Burgess)                                                      | Pentz Ben Burgess H. Allen Jaeger Ashley Gorley Jacob Durrett                                                        | Diplo King Henry Jaeger                                          | 2:17    |  |
| 11.                                    | "Heartless" (Remix) (com Julia Michaels participação Morgan Wallen)                 | Pentz Michaels Wallen H. Allen Vojtesak Smith Hurd                                                                   | Diplo King Henry Joey Moi Charlie Handsome                       | 2:53    |  |
| 12.                                    | "Old Town Road" (Diplo Remix) (performed by Lil Nas X participação Billy Ray Cyrus) | Pentz Montero Hill Billy Ray Cyrus Kiowa Roukema Michael Trent Reznor Atticus Matthew Ross Jocelyn Donald            | Diplo YoungKio Reznor Ross                                       | 3:23    |  |

| Chapter 1: Snake Oil Deluxe – lista de faixas |                                                                                     | |                                                                  |         |  |
| N.º                                           | Título                                                                              | Compositor(es) | Produtor(es)                                                     | Duração |  |
| 1.                                            | "Intro" (participação Orville Peck)                                                 | Thomas Pentz Orville Peck                                                                                            | Diplo Peck                                                       | 1:37    |  |
| 2.                                            | "Bottle's Bout Dead" (com ERNEST)                                                   | |                                                                  | 2:30    |  |
| 3.                                            | "Horizon" (com Leon Bridges)                                                        | |                                                                  | 2:28    |  |
| 4.                                            | "Dance with Me" (com Thomas Rhett and Young Thug)                                   | Pentz Thomas Rhett Jeffery Williams Zachary Alexander Brown Tedder Meckseper Zach Skelton Julian Bunetta             | Diplo Jr Blender Tedder King Henry Skelton Maximilian Jaeger [a] | 2:50    |  |
| 5.                                            | "Heartless" (participação Morgan Wallen)                                            | Pentz Morgan Wallen H. Allen Ryan Vojtesak Ernest Keith Smith Ryan Hurd                                              | Diplo King Henry Joey Moi Charlie Handsome                       | 2:49    |  |
| 6.                                            | "Lonely" (com Jonas Brothers)                                                       | Pentz Joseph Jonas Nicholas Jonas Kevin Jonas II Ryan Tedder Philip Meckseper H. Allen                               | Diplo Jr Blender King Henry Tedder                               | 2:19    |  |
| 7.                                            | "So Long" (com Cam)                                                                 | Pentz Camaron Ochs Sasha Sloan Henry Agincourt Allen Tyler Johnson Diana Gordon Benjamin Mathis Michael Wilson Hardy | Diplo King Henry                                                 | 2:52    |  |
| 8.                                            | "Do Si Do" (com Blanco Brown)                                                       | Pentz Bennie Amey II Philip von Boch Scully H. Allen                                                                 | Diplo King Henry Maximilian Jaeger [a] Von Boch Scully [a]       | 2:18    |  |
| 9.                                            | "On Mine" (com Noah Cyrus)                                                          | Pentz Karen Marie Ørsted H. Allen Julia Michaels Jaeger                                                              | Diplo King Henry Peck Jaeger Tommy Brenneck [a]                  | 2:26    |  |
| 10.                                           | "Real Life Stuff" (participação Julia Michaels and Clever)                          | Pentz Julia Michaels Joshua Huie Amy Allen Matt Zara Von Boch Scully Jaeger                                          | Diplo Von Boch Scully Jaeger                                     | 3:13    |  |
| 11.                                           | "Hometown" (participação Zac Brown and Danielle Bradbery)                           | Pentz Sloan H. Allen Hardy Mathis                                                                                    | Diplo King Henry Great Dane [a] Jaeger [a]                       | 3:36    |  |
| 12.                                           | "Heartbreak" (com Ben Burgess)                                                      | Pentz Ben Burgess H. Allen Jaeger Ashley Gorley Jacob Durrett                                                        | Diplo King Henry Jaeger                                          | 2:17    |  |
| 13.                                           | "Heartless" (Remix) (com Julia Michaels participação Morgan Wallen)                 | Pentz Michaels Wallen H. Allen Vojtesak Smith Hurd                                                                   | Diplo King Henry Joey Moi Charlie Handsome                       | 2:53    |  |
| 14.                                           | "Old Town Road" (Diplo Remix) (performed by Lil Nas X participação Billy Ray Cyrus) | Pentz Montero Hill Billy Ray Cyrus Kiowa Roukema Michael Trent Reznor Atticus Matthew Ross Jocelyn Donald            | Diplo YoungKio Reznor Ross                                       | 3:23    |  |

Notas
- ↑[a]  indica um produtores diversos.

## Equipe e colaboradores
Créditos adaptados do Tidal.
Músicos
- Diplo – bateria (2–4, 6–10), programação (2–4, 6–9), remixer (12)
- King Henry – baixo (2, 6, 9, 10), bateria (2–4, 6, 9, 10), guitarra (2, 4, 6, 9, 10), programação (2–4, 6, 9)
- Thomas Lea – violino (2)
- Charlie Handsome – guitarra (3)
- Diablo – programação (3)
- Jr Blender – bateria e programação (4)
- Ryan Tedder – bateria e programação (4)
- Maximilian Jaeger – caixa de ritmos (6, 9), bateria(6–10), programação(6–9), guitarra (7, 8), teclado (8)
- Philip von Boch Scully – bateria e programação (6)
- William John Wilde – harmônica (6)
- MØ – voz (7)
- Orville Peck – baixo, guitarra, e piano (7)
- Tommy Brenneck – piano (7)
- Matt Zara – guitarra (8)
- Great Dane – bateria e programação (9)
- Jocelyn "Jozzy" Donald – vocal de apoio (12)